# Dra' Abu el-Naga'
Dra' Abu el-Naga'  is een necropolis op de westelijke oever van de Nijl bij Thebe bij de toegang tot de wadi naar Deir el-Bahri en ten noorden van de necropolis van el-Assasif.
Het was wellicht de necropolis voor de farao's van de 17e dynastie van Egypte en bevat met Tombe ANB de vermoedelijke graftombe van Amenhotep I.
Het was ook de begraafplaats voor hoogwaardigheidsbekleders uit de administratie van het Nieuwe Rijk in Thebe.
De Romeinen bouwden een klooster Deir el-Bachit op de heuveltop.

## Begraven personen
- Tombe ANB waarschijnlijk Amenhotep I en Ahmose-Nefertari
- TT13 Shuroy
- TT255 Roy
- Neferhotep tegelijk de vindplaats van Papyrus Boulaq 18

## Galerij

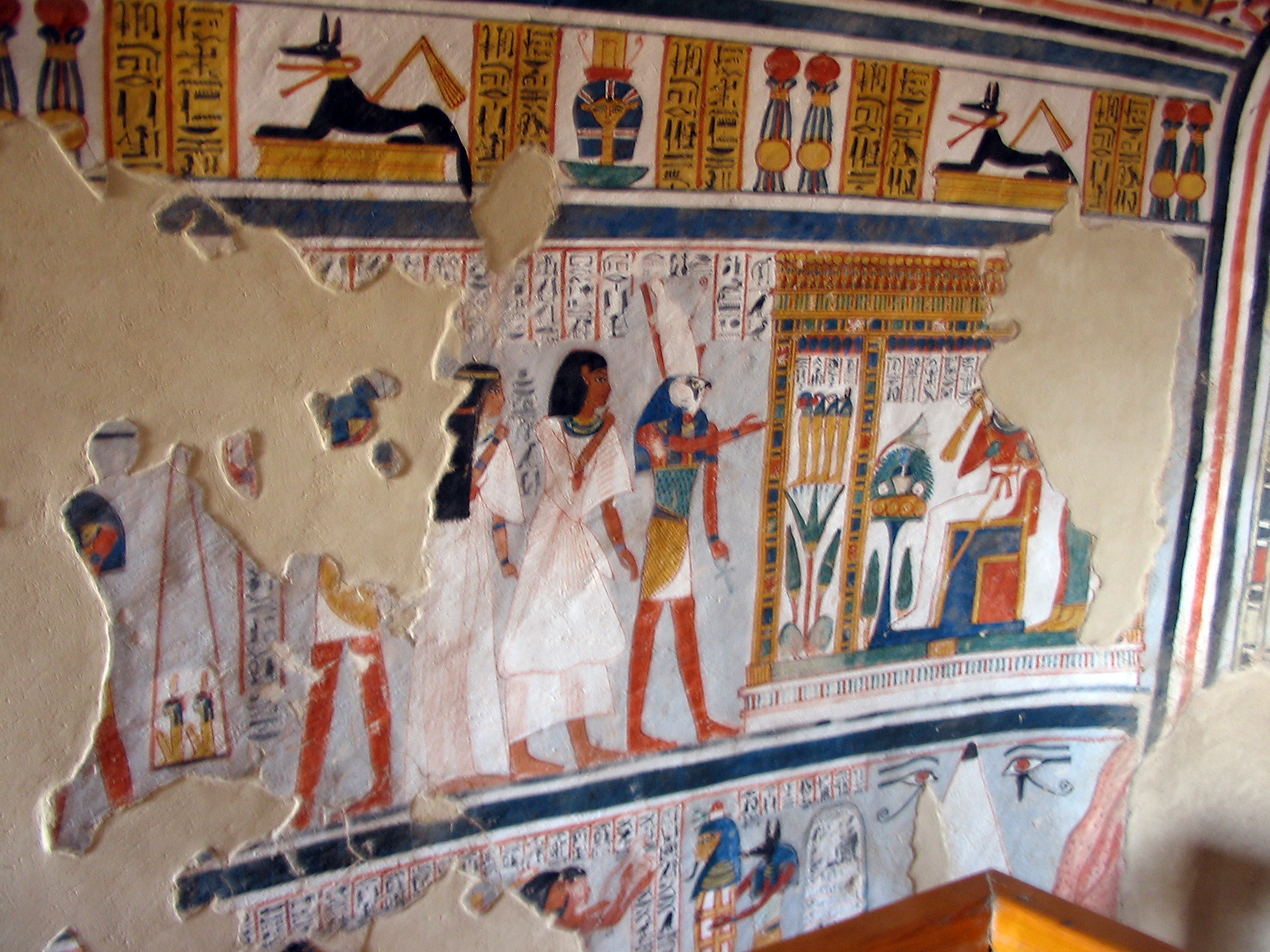
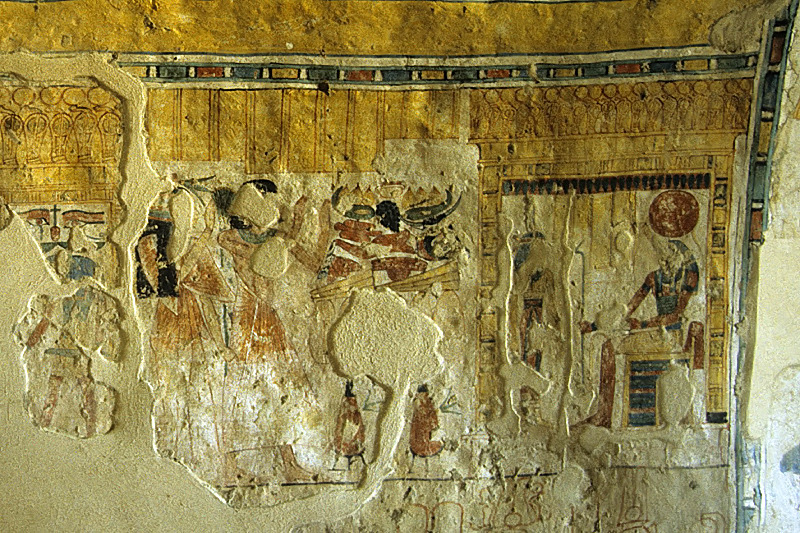
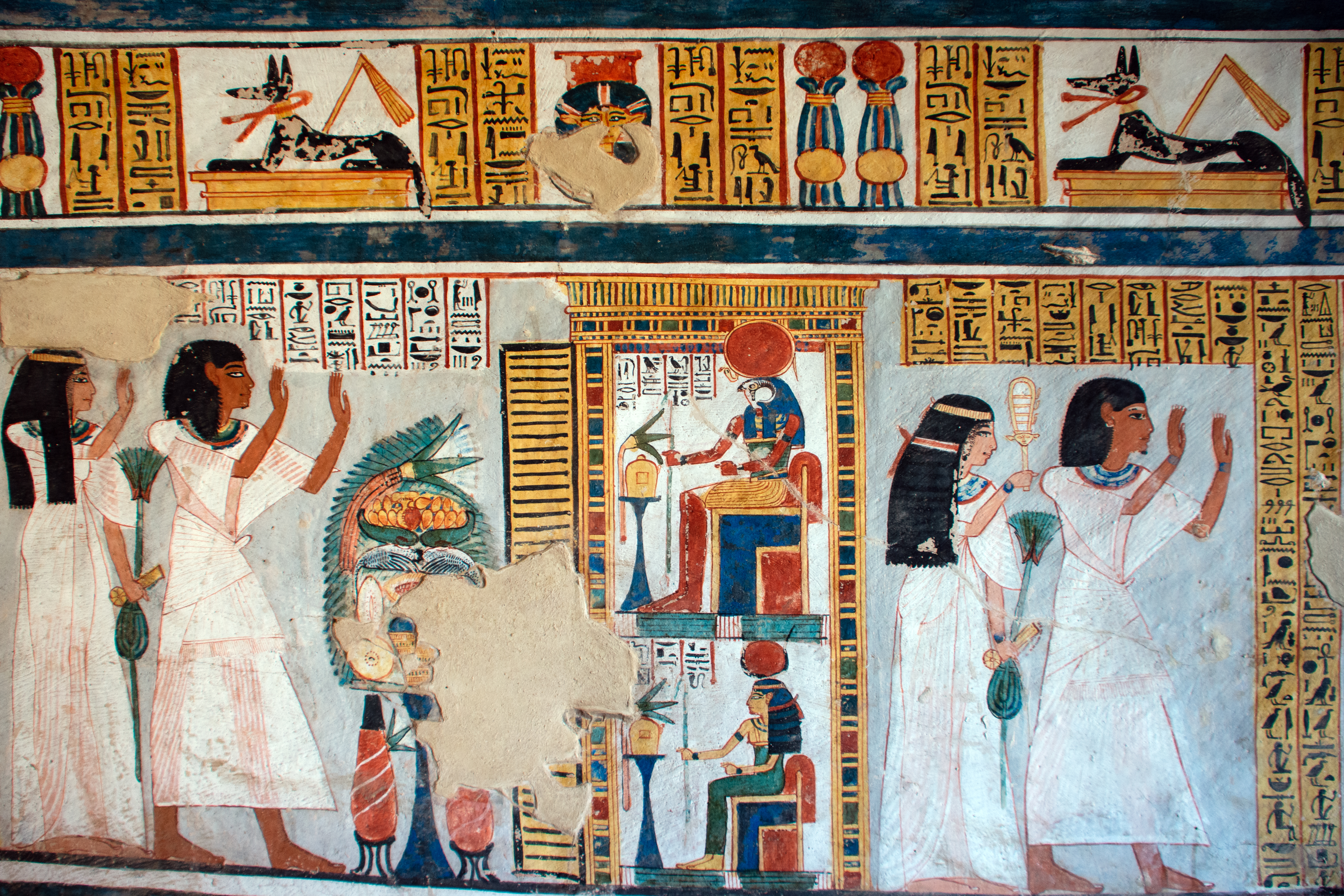